# 도르소두로

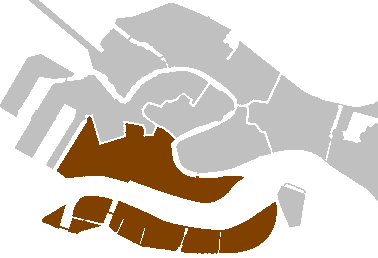
도르소두로

도르소두로(이탈리아어: Dorsoduro)는 이탈리아 베네치아의 세스티에레 (구) 중 하나이다.